# Янн Мартель
Янн Мартель (англ. Yann Martel, нар. 25 червня 1963, Саламанка, Іспанія) — канадський письменник, переможець Букерівської премії 2002-го року за роман «Життя Пі» (англ. Life of Pi).

## Біографія
Янн Мартель, син Ніколь та Еміля Мартеля, народився в 1963 році в іспанському місті Саламанка. Його батьки були франкомовними квебекцями. Батько був дипломатом, тому у дитинстві Янну довелося супроводжувати батьків у поїздках по Європі, Центральній і Північній Америці. Він жив на Алясці, в Британській Колумбії, Коста-Риці, у Франції, Мексиці та Канаді. Підлітком відвідував школу-інтернат Trinity College School в Порт Гоуп у провінції Онтаріо (Канада). Вивчав філософію в Trent University, поблизу міста Пітерборо (Онтаріо). Провів 13 місяців в Індії відвідуючи храми, церкви, мечеті та зоопарки, а також два роки читав релігійні тексти та історії про корабельні аварії. Дорослим жив в Ірані, Туреччині та Індії.
Зараз Янн мешкає в Канаді, у місті Саскатун, з дружиною Еліс, також письменницею.

## Творчість
Почав писати в 27 років, до цього змінив багато професій. Перший опублікований художній твір — «Сім історій» («Seven Stories») — з'явився в 1993. Його збірки оповідань і роман «Я сам» («Self», 1996) були сприйняті схвально, однак не отримали такої популярності, як «Життя Пі». Роман про Пісцина (Пі) Пателя, що приніс письменникові світове визнання, був опублікований в Канаді видавництвом «Knopfy» у 2001 році.
«Життя Пі» видано більше ніж у 50-ти країнах, загалом у світі продано понад 10 млн його примірників. Роман протримався 61 тиждень у Списку бестселерів за версією The New York Times (2002–2003).

### Романи
- Self (1996)
- Life of Pi / Життя Пі (2001)
- Beatrice and Virgil (2010)
- The High Mountains of Portugal / Високі Гори Португалії (2016)

### Збірки оповідань
- The Facts Behind the Helsinki Roccamatios (1993)
- Seven Stories (1993)
- 101 Letters to a Prime Minister: The Complete Letters to Stephen Harper (2012)

## Відзнаки
- 1991 — Премія Journey за оповідання «The Facts behind the Helsinki Roccamatios»;
- 2001 — Премія Хью Макленнана («Життя Пі»);
- 2002 — Букерівська премія («Життя Пі»);
- 2002 — переможець «Asian/Pacific American Awards for Literature» («Життя Пі»);
- 2003 — Південно-Африканська премія Boeke («Життя Пі»);
- 2004 — переможець премії «Deutsche Bücherpreis» («Життя Пі»);
- 2010 — роман «Beatrice and Virgil» у Списку бестселерів за версією The New York Times;
- 2016 —  роман «Високі Гори Португалії» у Списку бестселерів за версією The New York Times[8].

## Екранізації
У 2012 році на кіноекрани вийшла однойменна екранізація роману «Життя Пі» режисера Енга Лі. Стрічка була висунута на 11 номінацій на премію«Оскар», здобувши перемогу в 4-х — «Найкраща режисерська робота», «Найкраща операторська робота», «Найкраща музика до фільму», «Найкращі візуальні ефекти».

## Видання українською мовою
- Життя Пі : роман / Янн Мартель ; пер. з англ. Ірини Шувалової. — Львів: Видавництво Старого Лева, 2016. — 400 с.
- Високі Гори Португалії : роман / Янн Мартель ; пер. з англ. Віктора Морозова. — Львів: Видавництво Старого Лева, 2019. — 344 с.

### Рецензії
- Д. Дроздовський. Боги й демони у житті Пі [Архівовано 29 квітня 2016 у Wayback Machine.] («Друг Читача», 26.04.2016).